# Dzień Pamięci Ofiar Wielkiego Głodu i Represji Politycznych

Emblemat corocznych obchodów Dnia Pamięci Ofiar Wielkiego Głodu i Represji Politycznych

Dzień Pamięci Ofiar Wielkiego Głodu (ukr. День пам'яті жертв голодоморів) – święto państwowe Ukrainy obchodzone w czwartą sobotę listopada, ustanowione na wniosek prezydenta Ukrainy Leonida Kuczmy dekretem N 1310/98. Od 2000 roku obchodzony jako Dzień Pamięci Ofiar Wielkiego Głodu i Represji Politycznych ustanowiony dekretem 797/2004.
Święto upamiętnia panujący w latach 1932–1933 Wielki głód na Ukrainie, w wyniku którego zginęło około 6-7 milionów ludzi. Odpowiedzialność za sztucznie wywołaną klęskę głodu ponoszą ówczesne władze Wszechzwiązkowej Komunistycznej Partii (bolszewików) i Związku Socjalistycznych Republik Radzieckich z Józefem Stalinem na czele.